# Tribuna politica
Tribuna politica è stata una rubrica televisiva centrata sui temi della politica. La trasmissione veniva mandata in onda inizialmente solo sulla prima rete Rai per poi essere trasmessa anche su Rai 2 e Rai 3 a partire dagli anni ottanta dal Centro di produzione Rai di via Teulada; la trasmissione divenne in seguito rubrica della Testata Servizi Parlamentari.
Fu creata per decisione del governo allora in carica guidato da Amintore Fanfani e andò in onda per la prima volta mercoledì 26 aprile 1961 in orario di prima serata (ore 21). Dal 1964 la rubrica assunse cadenza fissa al giovedì sera.
A favorirne la ideazione fu anche il gradimento ottenuto da una analoga trasmissione, Tribuna elettorale, che aveva preso l'avvio nell'ottobre del 1960 e che aveva avvicinato la popolazione alla politica e ai suoi esponenti.

## Storia
Come già per Tribuna elettorale, scopo della rubrica era infatti quello di consentire ai partiti politici rappresentati in Parlamento di utilizzare, attraverso la formula del dibattito in studio con conferenza stampa, il mezzo di comunicazione di massa costituito dalla televisione (all'epoca ancora molto giovane essendo stata varata solo sette anni prima) a fini di propaganda politica e per illustrare i propri programmi, le alleanze, le strategie e i temi di grande interesse nazionale.
In funzione di moderatori si alternarono diversi giornalisti RAI fra cui Giorgio Vecchietti, Ugo Zatterin, Luca Di Schiena e Villy de Luca. 
La direzione del programma era affidata al giornalista Jader Jacobelli dal 1961 al 1988, al giornalista Albino Longhi dal 1988 al 1991 e successivamente a Nuccio Fava. La cura del programma fu affidata inizialmente a Jader Jacobelli dal 1961 al 1988, a Luciana Giambuzzi dal 1988 al 1991 e successivamente a Nuccio Puleo.
Lo spirito della trasmissione fu illustrato nella prima puntata dal ministro delle Poste e Telecomunicazioni, il democristiano Lorenzo Spallino, e dal presidente della Commissione per la vigilanza sulle radiodiffusioni Onofrio Jannuzzi.

### Trasformazioni
La trasmissione subì nel tempo leggere modifiche formali. Fu presto introdotta la formula, più snella, del dibattito a cinque (già utilizzata sin dai primi anni cinquanta in radio da Il convegno dei cinque di Silvio D'Amico). Anche la scenografia ebbe trasformazioni tese a rendere lo studio più simile ad un salotto, con eliminazione dell'iniziale tavolo per le conferenze stampa.
Nonostante le operazioni di restyling, all'inizio degli anni settanta emerse un certo calo d'interesse per il programma, anche per il sopravanzare di nuovi format tesi all'approfondimento politico.
Nel corso degli anni 2010 la trasmissione venne soppressa, ma la sua formula viene ripresa ancora oggi da altre trasmissioni, curate da Rai Parlamento, in occasione di vari appuntamenti elettorali (elezioni amministrative, elezioni politiche italiane e elezioni europee).

## Alcune cifre
Il primo ciclo di Tribuna politica si articolò in ventinove puntate per un totale di oltre venticinque ore di trasmissione, con la partecipazione di 72 personaggi politici e 102 giornalisti impegnati a porre loro domande.
Va ricordato che Tribuna politica, in ragione del successo ottenuto fin dalla sua prima edizione, fu oggetto di attenzione da parte dei media e della stessa Rai che, in maniera autoreferenziale, inserì in una puntata di Studio Uno uno sketch in cui veniva fatta una parodia del programma ad opera della cantante Mina e del Quartetto Cetra.